# Umstand
Umstand ist ein Ortsteil von Kettwig, der mit Kettwig 1975 zur Stadt Essen eingemeindet wurde.

## Geschichte
Der Name Umstand rührt daher, dass der Ortsteil die im Halbkreis um Kettwig herum angeordneten, umständigen Höfe Berchem, Hattig, Herkendell, Hinninghofen, Lehberg und Schmachtenberg umfasst.
Zwischen etwa 1757 und 1893 gab es in Umstand mit der Zeche Erbenbank ein Steinkohlenbergwerk.
Umstand gehörte zur Reichsabtei Werden, bis dieses Gebiet 1803 durch den Reichsdeputationshauptschluss dem Königreich Preußen zugesprochen wurde. König Friedrich Wilhelm III. verzichtete nach dem Friedensvertrag von Tilsit (1807), sodass Umstand an das Großherzogtum Berg fiel. Nach Neuordnung der Verwaltung im Jahr 1808 kam Umstand an den Kanton Werden und nach dem Wiener Kongress (1815) wieder zu Preußen. Dort gehörte es zunächst zwischen 1816 und 1823 zum Kreis Essen im Regierungsbezirk Düsseldorf. 
Nach Zusammenlegung der Landkreise Essen und Dinslaken zählte Umstand zum Kreis Duisburg. Ab 1859 gehörte Umstand zusammen mit Heisingen und Vierhonnschaften zum wieder errichteten Kreis Essen. Nachdem die Stadt Essen als eigener Stadtkreis 1873 aus dem Kreis Essen ausgeschieden war, wurde der Landkreis Essen genannt. 1875 wurde der stadtnahe Teil Umstands zur Stadtgemeinde Kettwig eingemeindet. Der andere Teil Umstands bildete zusammen mit Ickten und Roßkothen die neue Landgemeinde Dreihonnschaften, die zur Bürgermeisterei Kettwig-Land gehörte.
Ab 1927 wurden die Bürgermeistereien in der Rheinprovinz zu Ämtern. Das Amt Kettwig-Land bestand aus der Gemeinde Dreihonnschaften, zu der auch Umstand gehörte.
Nachdem der Landkreis Essen durch das Gesetz über die kommunale Neugliederung des rheinisch-westfälischen Industriegebiets 1929 aufgelöst worden war, wurde die Gemeinde Dreihonnschaften auf die Städte Kettwig und Mülheim an der Ruhr aufgeteilt, wobei Umstand an Kettwig fiel. So war Umstand innerhalb Kettwigs vom 1. August 1929 bis zum 31. Dezember 1974 dem Kreis Düsseldorf-Mettmann angegliedert.
Im Rahmen der kommunalen Gebietsreform in Nordrhein-Westfalen wurde Umstand mit Kettwig am 1. Januar 1975 durch das Ruhrgebiet-Gesetz nach Essen eingemeindet.
Aus heutiger Sicht liegt Umstand nördlich des Kettwiger Zentrums und östlich der Meisenburgstraße. Die Straße Im Teelbruch bildet die zentrale Nord-Süd-Achse.